# 東京国際工科専門職大学
東京国際工科専門職大学（とうきょうこくさいこうかせんもんしょくだいがく、英語: International Professional University of Technology in Tokyo、略称：IPUT）は、東京都新宿区に本部を置く私立の専門職大学である。

## 概観
2020年4月に学校法人日本教育財団が開学した。ソフトウェア技術の応用領域における変革を目指し、デザイン思考が実践できる情報技術者、“Designer in Society = 社会とともにあるデザイナー”の養成を理念とする。

## 沿革
- 2019年8月30日 文部科学省の大学設置・学校法人審議会において、判定を｢可｣とする答申が提出される[2]。
- 2019年9月25日 東京国際工科専門職大学 開学発表会[3]
- 2020年4月1日 東京国際工科専門職大学 開学

## 所在地
東京都新宿区西新宿1丁目7-3
- 新宿駅に直結するモード学園コクーンタワーに所在し、ほかに東京モード学園、HAL東京、首都医校、東京通信大学、国際ファッション専門職大学、商業施設などがある。

## 教育理念
1. 科学的知識に基づく論理的思考能力、および自由な発想を尊ぶ豊かな創造力の涵養
2. 現実社会を直視・理解した上での高度な実践力の養成
3. 専門職としての心構え・態度の育成

サークルや文化祭などのイベントはなく、時間割が固定されている。

## 組織
- 工科学部
  - 情報工学科（募集人員 120名）
    - AI戦略コース
    - IoTシステムコース
    - ロボット開発コース

  - デジタルエンタテインメント学科（募集人員 80名）
    - ゲームプロデュースコース
    - CGアニメーションコース